# Nanga Pinoh Airport
Nanga Pinoh Airport är en flygplats i Indonesien.   Den ligger i provinsen Kalimantan Barat, i den nordvästra delen av landet, 800 km nordost om huvudstaden Jakarta. Nanga Pinoh Airport ligger 39 meter över havet.
Terrängen runt Nanga Pinoh Airport är huvudsakligen platt, men åt sydost är den kuperad. Runt Nanga Pinoh Airport är det tätbefolkat, med 493 invånare per kvadratkilometer. I omgivningarna runt Nanga Pinoh Airport växer i huvudsak städsegrön lövskog.